# Del Abasto al Pasto
Del Abasto al Pasto, también conocido como Estudio del Abasto Monsterland o Estudio del Abasto, es un estudio de grabación musical situado en General Rodríguez, Gran Buenos Aires.

## Historia
El estudio fue fundado en cercanías al Mercado de Abasto de Buenos Aires por el ingeniero de sonido Álvaro Villagra en el año 1992, en ese año Palo Pandolfo espontáneamente le colocó el nombre "del Abasto al Pasto", desde ese entonces acogió a múltiples bandas y artistas emergentes y ya reconocidos en la década de los 90 y los años 2000 como: Almafuerte, Riff, La Renga, Massacre, Attaque 77, La 25, Divididos, Los Fabulosos Cadillacs, Los Piojos, Intoxicados, Callejeros, El Cuarteto de Nos,  Los Cafres, entre otros.  Desde su último cambio de locación en 2007 se grabaron discos como Toro y pampa, Ayer deseo, hoy realidad, Crisis, Canciones de una noche de verano, Rock Nacional, Triángulo de Fuerza, entre otros.

## Ubicación
En sus inicios se radicó en Almagro. En 1995, el estudio y los ingenieros se trasladaron a Don Torcuato, dónde estuvieron establecidos hasta 2007, cuando se trasladaron a General Rodríguez y modificaron su nombre a Estudio del Abasto Monsterland, abriendo consigo su propio sello discográfico llamado Abasto Monsterland.

## Álbumes grabados en el estudio
| Año  | Álbum                                              | Banda/artista                      |
| ---- | -------------------------------------------------- | ---------------------------------- |
| 1992 | Blues Local                                        | Pappo                              |
| 1994 | Galería Desesperanza                               | Massacre                           |
| 1994 | Víctimas del vaciamiento                           | Hermética                          |
| 1995 | Mundo guanaco                                      | Almafuerte                         |
| 1995 | Espíritu combativo                                 | Malón                              |
| 1996 | Del entorno                                        | Almafuerte                         |
| 1997 | Fabulosos Calavera                                 | Los Fabulosos Cadillacs            |
| 1997 | Peso argento                                       | Ricardo Iorio y Flavio Cianciarulo |
| 1997 | Que sea rock                                       | Riff                               |
| 1997 | Si el placer es un pecado… bienvenidos al Infierno | Flema                              |
| 1998 | Aerial                                             | Massacre                           |
| 1998 | Almafuerte                                         | Almafuerte                         |
| 1999 | A fondo blanco                                     | Almafuerte                         |
| 1999 | Hay un lugar                                       | O'Connor                           |
| 1999 | La marcha del golazo solitario                     | Los Fabulosos Cadillacs            |
| 1999 | Sacate todo                                        | Villanos                           |
| 2000 | La esquina del infinito                            | La Renga                           |
| 2000 | Cortamambo                                         | El Cuarteto de Nos                 |
| 2001 | ¡¡Buen día!!                                       | Intoxicados                        |
| 2001 | Fue una suerte...                                  | Massacre                           |
| 2001 | Okey Dokey                                         | Boom Boom Kid                      |
| 2001 | Piedra libre                                       | Almafuerte                         |
| 2002 | Vengo del placard de otro                          | Divididos                          |
| 2003 | 12 nuevas patologías                               | Massacre                           |
| 2003 | Ultimando                                          | Almafuerte                         |
| 2003 | Antihumano                                         | Attaque 77                         |
| 2003 | Buscando un amor                                   | Pappo                              |
| 2003 | Máquina de sangre                                  | Los Piojos                         |
| 2003 | Mientras                                           | Buitres Después de la Una          |
| 2004 | Rocanroles sin destino                             | Callejeros                         |
| 2004 | De pie                                             | Claudio Marciello                  |
| 2005 | De qué sirve la vida                               | Alejandro Medina                   |
| 2006 | Toro y pampa                                       | Almafuerte                         |
| 2007 | Yacanto                                            | El Bordo                           |
| 2007 | Rock en Monsterland                                | Pier                               |
| 2008 | Ayer deseo, hoy realidad                           | Ricardo Iorio                      |
| 2008 | Crisis                                             | Las Pastillas del Abuelo           |
| 2009 | Classic Lover Covers                               | Los Cafres                         |
| 2011 | Hacer un puente                                    | La Franela                         |
| 2012 | Trillando la fina                                  | Almafuerte                         |
| 2014 | Tangos y milongas                                  | Ricardo Iorio                      |
| 2014 | Canciones de una noche de verano                   | Buitres Después de la Una          |
| 2017 | Rock Nacional                                      | Los Tipitos                        |
| 2019 | Triángulo de Fuerza                                | Attaque 77                         |